# Paroligia hastata
Paroligia hastata är en fjärilsart som beskrevs av Moore 1881. Paroligia hastata ingår i släktet Paroligia och familjen nattflyn. Inga underarter finns listade i Catalogue of Life.